# 294814 Nataliakidalova
294814 Nataliakidalova è un asteroide della fascia principale. Scoperto nel 2008, presenta un'orbita caratterizzata da un semiasse maggiore pari a 2,3363037 au e da un'eccentricità di 0,0484370, inclinata di 7,45614° rispetto all'eclittica.